# Sphodroscarta trivirgata
Sphodroscarta trivirgata is een halfvleugelig insect uit de familie Aphrophoridae. De wetenschappelijke naam van deze soort is voor het eerst geldig gepubliceerd in 1843 door Amyot & Serville.